# شمروویتسه
شمروویتسه (به لهستانی:  Szemrowice) یک روستا در لهستان است که در گمینا دوبروجنگ واقع شده‌است.